# Meg (ジャズシンガー)
meg（メグ、1977年4月24日 - ）は、日本の女性ジャズシンガー。以前は小林 恵（こばやし めぐみ）の名でモデルや女優として活動していた。身長164cm、血液型はA型。小林恵の時代にはA-team（1996年の同社設立以前は、母体にあたるカワサキエージェンシー）に所属していた。
秋田県大館市で生まれ、小学生くらいから神奈川県横浜市で育つ。日出女子学園高等学校卒業。

## 来歴

### 小林恵時代
中学生時代、雑誌『プチセブン』の専属モデル（1990年 - 1992年）として表紙に毎号登場し、同誌の看板モデルとして人気を得る。CMにも多数出演。高校入学後は女優としてデビューし、平成モスラシリーズでの主演や、多数の人気ドラマへの出演など、10代のころはアイドル女優として活躍し、CDデビューも果たしている。
1990年代後半にはモスラ三部作の主演者として「東宝の正月映画」（東宝のメイン邦画番線で1月1日時点に上映されている作品）出演者のトップクレジットに3年連続で表記された。女優としては山口百恵（東宝配給、ホリプロ製作、日活撮影所使用）以来、東宝自社制作（東宝グループの直接制作作品で東宝撮影所使用）作品では史上初めてとなる。
『モスラ』では製作発表時、ロラ役での出演と発表されたが、モル役の宝生舞が病気のために降板したため、実際の作品ではモル役での起用となった。役の変更から撮影までは1週間しかなかったという。
映画はディズニー作品とアクション映画を愛好している。読書はエッセイや詩集を好んでいる。歌手活動を始めた16歳のころから作詩も行うようになった。
平成モスラシリーズで共演した山口紗弥加は、小林についてしっかりしていて頼りがいがあり、本当の姉のように安心していられたと述べている。小林は、役での関係性を掘り下げるため空き時間などで山口へ積極的に話しかけることを心がけていたという。『モスラ3』では、山口に代わり出演した建みさとに対しても、初参加でもベストな環境で芝居ができるようスタッフとともに作り上げていった。

### meg時代
友人からプレゼントされたエラ・フィッツジェラルドの「Night And Day」を聴き、衝撃を受けジャズに興味を抱くようになる。丸山繁雄に師事し、歌唱力と表現力を身につける一方で、銀座や渋谷でライブ活動を始める。2006年4月に「ヤクルトビューティエンス」（ヤクルト）のCMにオリジナル楽曲「Where I Want To Be」が起用され、同年11月にはアレンジャーに守屋純子、三木俊雄のビッグバンドとのコラボレーションしたデビューアルバム『Grace』をユニバーサルクラシックス&ジャズからリリースする。
2007年11月にリリースしたマキシシングル「クリスマス ローズ (Christmas Rose)」は、作詞に湯川れい子、作曲に押尾コータロー、編曲に大島ミチルを迎え、幅広い世代の支持を得ており、いくつかのテレビ番組の月刊エンディング曲としても採用された。岩手県花巻市立田瀬中学校は2008年3月で廃校となったが、2008年3月15日に開催された最後の卒業式では卒業生3人、在校生4人による『Christmas Rose』の斉唱が行われた。式に先立つ2月にはmeg自身が生徒への合唱指導を行い、当日は式典にも出席している。
2010年には映画『行きずりの街』の主題歌に「再愛 〜Love you again〜」が起用され注目を集めた。
ジャズ業界は日本においては閉鎖的なマーケットであり、クラブミュージックへの転向、サンプリング手法を用いた「ジャズ風」な楽曲も多いが、megは真正面からジャズを歌う点が評価されている。また、「実力を兼ね備えた美Jazzシンガー」、「現代の日本ジャズ・シーンを担うシンガーの一人」と評価する向きもある。
2020年の4月より、コロナ禍によりコンサート活動などの自粛が余儀なくされたことをきっかけに、17Liveでのオンライン配信を開始。本業であるジャズの歌唱はもとより、ポップスやアニソンなど幅広いジャンルの歌を披露している。また、ジャズシンガー・元女優という肩書きからは想像できないユーモラスなキャラクターが配信中のトークにも活かされており、女優時代の昔話やプライベートな話など、毎回の配信で盛り上がりを見せている。
2021年以降、自粛解除の流れとともに、リアルでの活動も再開し、現在ではリアル・オンラインを両立したハイブリッドな活動を展開している。
2023年には映画『HOSHI 35／ホシクズ』（2023年10月21日公開）への出演が決定し、17年ぶりのお芝居の世界への「一時帰国」（本人談）を果たした。
趣味は「真夜中のドライブ」で、特技は縦列駐車とインタビューでは答えている。なお、一部コンテンツには特技欄に料理と記載されているが、本人曰く誤植でありどのような経緯で記載されたのかは不明とのこと。料理の腕前については「愛のエプロン」への出演歴があることから、その記載が誤植であることの裏付けとなっている。

## 出演（小林恵）

### テレビドラマ
- 湘南女子寮物語（1993年7月-9月、テレビ朝日） - 間山絵美 役
- 幕末高校生（1994年1月-2月、フジテレビ） - 柳沢佳織 役
- 運命の森（1994年4月-7月、東海テレビ） - 浅倉五月（少女期） 役
- 17才-at seventeen-（1994年4月-9月、フジテレビ）
- お玉・幸造夫婦です（1994年7月-9月、読売テレビ）
- 火曜サスペンス劇場
  - 「弁護士・朝日岳之助6 顔の見えない殺人者」（1995年1月10日） - 新谷有紀 役
  - 「盲人探偵・松永礼太郎12」（2000年4月25日） - 藤原由子（新聞記者）役
  - 「盲人探偵・松永礼太郎13」（2001年2月27日） - 藤原由子 （新聞記者）役
- 恋人をつくる100の方法（1995年2月 - 3月、朝日放送C）主演 - 未亜 役
- 宝引の辰捕者帳（1995年3月-8月、NHK）
- 終らない夏（1995年7月-9月、日本テレビ） - 大塚由希 役
- 土曜ワイド劇場（テレビ朝日系）
  - 「俺たちの銀行強盗」（1996年1月6日） - 吉田茜 役
  - 「牟田刑事官事件ファイル(29)」（2001年2月24日） - 横溝日出子 役
  - 「ドクVSデカ 心療内科医＆殺人課刑事の捜査ファイル」（2002年12月14日） - 高田沙織 役
  - 「加賀百万石 嫁とり殺人」（2003年4月26日） - 杉田美代子 役
  - 「警視庁女性捜査班(4)」（2003年10月25日） - 直井葉子 役
- 元気をあげる〜救命救急医物語（1996年1月-2月、NHK） - 田岡かおり 役
- 誰かが誰かに恋してる（1996年3月29日、TBS）
- 感動ドラマスペシャル「川の見える病院から」（1997年3月18日、朝日放送）
- 新幹線'97恋物語（1997年4月 - 6月、TBS） - 園田真由美（新人パーサー）役
- あぐり（1997年、NHK） - 鈴音 役
- シナリオ登竜門97「右向け左」（1997年9月13日、日本テレビ）
- 研修医なな子（1997年10月-12月、テレビ朝日） - 藤堂あずさ 役
- 金曜エンタテイメント「浅見光彦シリーズ(5) 別府・姫島殺人事件」（1997年12月19日、フジテレビ）ヒロイン - 中瀬古朝子（土産物屋の娘の女子大生）役
- サイコメトラーEIJI（1997年、日本テレビ）
- 風になれ鳥になれ（1998年、NHK）
- 三姉妹探偵団  第3話（1998年1月-3月、日本テレビ） - 石原茂子 役
- スキッと一心太助（1999年、NHK）
- 甘い生活。（1999年7月-9月、日本テレビ）
- バースデイ〜こちら椿産婦人科〜（1999年10月-12月、テレビ東京） - 古田香織 役
- 暴れん坊将軍X 第7話「襲われたお見合い! 家出姫の危ない決断」（2000年、テレビ朝日） - 雅姫 役
- 科捜研の女 第2シリーズ 最終話（2000年12月14日、テレビ朝日） - 島野 静 役
- ドラマ30 バトルファミリー（2001年11月-2002年1月、中部日本放送） - 柳原亜弓（できちゃった結婚のOL）役
- 横山秀夫サスペンス（TBS）
  - 陰の季節4 （2002年10月28日） - 山名悦子 役
  - 密室の抜け穴（2003年5月5日） - 三村多佳子（被害者のホステス）役
- 新・天までとどけ 第4シリーズ（2003年3月-5月、TBS）
- はみだし刑事情熱系VII（2003年、テレビ朝日）

### CM
- ケンタッキーフライドチキン（1989年 - 1990年）
- レナウン「INエクスプレス」（1991年）
- カネボウ「ROOTY」（1992年）田中美奈子と共演
- カルビー「ア・ラ・ポテト」（1992年）
- サークルK「バレンタイン」（1993年）
- 花王「ビオレ」（1996年）

### バラエティ
- ディズニータイム（テレビ朝日）[注釈 2][14]

### 映画
- さすらいのトラブルバスター（1996年、松竹） - 春風環 役
- 平成モスラシリーズ（東宝） - モル 役[1]
  - モスラ（1996年、東宝）
  - モスラ2 海底の大決戦（1997年）
  - モスラ3 キングギドラ来襲（1998年）
- お受験（1999年、松竹） - 杵塚マユミ 役
- 小さき勇者たち〜ガメラ〜（2006年、松竹） - 相沢美由紀 役
- HOSHI 35/ホシクズ（2023年、3Y film） - マリ 役[15]

## ディスコグラフィー（小林恵）
シングル
- ZAP!ZAP!ZAP!（1995年、ソニーレコード）
- 恋は胸に咲き乱れ（1996年、ソニーレコード）
- Future（1998年、キングレコード、映画「モスラ3 キングギドラ来襲」エンディングテーマ）
- 十六夜-IZAYOI-（1999年、キングレコード、TBS系「日立 世界・ふしぎ発見!」エンディングテーマ）

アルバム
- 「華」〜HANA〜Slowly but surely（1996年、ソニーレコード）

## 写真集（小林恵）
- 16の夏（1993年、スコラ） ISBN 978-4796201278
- PROFILE（1995年、ワニブックス） ISBN 978-4847023927

## ディスコグラフィー（meg）

### シングル
| 発売日         | タイトル                                       | 発売元                                      |
| -------------- | ---------------------------------------------- | ------------------------------------------- |
| 2007年11月28日 | クリスマス ローズ                              | NAYUTAWAVE RECORDS                          |
| 2008年10月10日 | Christmas Rose / Like a Christmas Rose         | ギャンビット                                |
| 2010年12月8日  | 最愛 〜Love you again〜                        | エイベックス・ミュージック・クリエイティヴ  |
| 2011年11月30日 | Love Witch                                     | ギャンビット                                |
| 2014年6月25日  | かせげ!ジャリンコヒーロー / サヨナラマタイツカ | NBCユニバーサル・エンターテイメントジャパン |
| 2014年10月29日 | サヨナラマタイツカ / Thank you Mama            | ギャンビット                                |
| 2016年2月24日  | U belong to me / Don't leave me                | アルテメイト                                |
| 2017年6月7日   | Jacarandaの花のように                          | ギャンビット                                |

### アルバム
| 発売日         | タイトル                          | 発売元                              |
| -------------- | --------------------------------- | ----------------------------------- |
| 2006年11月22日 | Grace                             | ユニバーサルミュージック クラシック |
| 2008年9月3日   | Serpent                           | ギャンビット                        |
| 2009年10月14日 | LUCK&PLUCK                        | ギャンビット                        |
| 2012年3月21日  | Little Waltz                      | フィフティ・ファイヴ・レコード      |
| 2014年11月26日 | Produced by Masato Honda TMS JAZZ | アルテメイト                        |
| 2015年2月25日  | meglution                         | ギャンビット                        |
| 2016年12月7日  | Origin Best                       | ギャンビット                        |
| 2017年7月26日  | Quicker Than The Eye              | ギャンビット                        |

### DVD
| 発売日        | タイトル                         | 発売元       |
| ------------- | -------------------------------- | ------------ |
| 2008年10月1日 | meg Live at Motion Blue yokohama | ギャンビット |

### タイアップ
| 曲名                                    | タイアップ                                                           |
| --------------------------------------- | -------------------------------------------------------------------- |
| Where I Want To Be                      | CM「ヤクルトビューティエンス」                                       |
| Christmas Rose                          | テレビ神奈川『1230アッと!!ハマランチョ』2007年12月エンディングテーマ |
| Christmas Rose                          | CM「秋田テレビフラワーネット」「めんこいテレビフラワーネット」       |
| Christmas Rose                          | TBS『噂の!東京マガジン』2008年10月、11月エンディングテーマ           |
| Bright Star                             | CM「みずほ証券」                                                     |
| 再愛 〜Love you again〜                 | 映画「行きずりの街」主題歌                                           |
| Love Witch                              | CM「エスプリライン スピードラーニング」                              |
| Moon River                              | 映画「RIVER」主題歌                                                  |
| サヨナラマタイツカ                      | テレビ東京・BS JAPAN系アニメ『ヒーローバンク』エンディングテーマ     |
| サヨナラマタイツカ                      | ニッポン放送『新発見!アニめぐ』エンディングテーマ                    |
| サヨナラマタイツカ                      | ニンテンドー3DS「ヒーローバンク2」挿入歌                             |
| Believe in love (meg with SWEEP)        | 映画『さよなら歌舞伎町』主題歌                                       |
| Let's get ridiculous                    | 映画『呪怨 -ザ・ファイナル-』挿入歌                                  |
| Autumnal rain                           | ドラマ『JKは雪女』エンディングテーマ                                 |
| U belong to me feat.オーサカ=モノレール | 日本テレビ系アニメ『ルパン三世』海外版オープングテーマ               |
| Jacarandaの花のように                   | ドラマ『ファイナルファンタジーXIV 光のお父さん』挿入歌               |
| 時の雨                                  | 映画『彼女の人生は間違いじゃない』主題歌                             |